# Kopf oder Zahl
Kopf oder Zahl (do alemão, Cara ou Coroa ?) é o primeiro single da banda Jennifer Rostock e também primeiro single do álbum Ins offene Messer.
Obteve o 48º lugar nas paradas musicais da Alemanha e 69º na Áustria

## Participação no Bundesvision Song Contest
Com a música Kopf oder Zahl a banda foi pela primeira vez no Bundesvision Song Contest em 14 de fevereiro de 2008 representando o estado de  Mecklemburgo-Pomerânia Ocidental. 
Foi a primeira apresentação da banda para um público maior e com a conquista do quinto lugar na competição. Com auxílio da sua participação no Bundesvision Song Contest e também a sua colocação conseguiram lançar no dia seguinte a competição,15 de Fevereiro de 2008, o seu álbum de estréia Ins offene Messer   e o inicio da  turnê  de  “Ins offene Messer”  começando no dia 26 de janeiro de 2008 e terminando  no dia 25 de outubro de 2009 com mais de 170 apresentações realizadas por toda Alemanha e uma breve turnê pelo Brasil , se apresentando em cinco cidades. 

## Música
A música fala sobre decisões e a consequência ao toma-las,associando ao título da música cada decisão vai levar a dois caminhos,basta decidir a qual ira seguir.

### Trecho de Kopf oder Zahl[8]
Achtung! Achtung! 

Tanz dich barfuß durch die Welt 

Achtung! Achtung! 

Tanz dich barfuß durch die Welt 

Denn Zeit ist Bares, alles andere ist egal 

Jeder Augenblick ist Hartgeld ,und du hast die Wahl 

Kopf oder Zahl
Tradução em Português:
Atenção! Atenção! 

Dance descalço pelo mundo. 

Atenção! Atenção! 

Dance descalço pelo mundo. 

Pois tempo é dinheiro, todo o resto é igual 

Cada momento é numerário e qual é sua escolha? 

Cara ou Coroa ? 

Em apresentações da banda na turnê de Der Film, Jennifer Weist convidava alguém do público para cantar no seu lugar a música “Kopf oder Zahl”. Já nas apresentações da turnê de Mit Haut und Haar o tempo de duração da música passou de  2:22 para aproximadamente 3:40. Sendo que na primeira metade de música agora está  Jennifer Weist cantando  sozinha no palco, já na outra metade  Joe, Alex, Christopher e Baku retornam ao palco para continuar a música no mesmo ritmo da versão original.

## Vídeo
No Vídeo de Kopf oder Zahl, a banda chega a uma festa e começa a tocar, chega a um ponto que uma pessoa desconecta os cabos de som, mas logo são reconectados. Alex, Christopher e Joe estão se esbarrando, Joe cai sobre a bateria de Baku, mas continuam tocando. Num banheiro tem mais pessoas ainda na festa e todos sujos com liquido verde. A festa acaba e a banda abandona o local.

## Faixas[9]
| N.º            | Título                                             | Compositor(es)                         | Duração |  |
| 1.             | "Kopf oder Zahl" (Single Version)                  | Jennifer Weist, Johannes Walter Müller | 2:21    |  |
| 2.             | "Drahtseiltakt"                                    | Jennifer Weist, Johannes Walter Müller | 3:24    |  |
| 3.             | "Kopf oder Zahl" (Deichkind Remix Edit)            |                                        | 4:06    |  |
| 4.             | "Kopf oder Zahl" (Robot Koch Dirty Sneakers Remix) |                                        | 4:52    |  |
| 5.             | "Kopf oder Zahl" (Deichkind Remix)                 |                                        | 5:27    |  |
| 6.             | "Kopf oder Zahl" (Vídeo)                           |                                        | 2:30    |  |
| Duração total: | Duração total:                                     | Duração total:                         | 14:31   |  |